# Cole Bassett
Cole Bassett (Litteton, Colorado, Estados Unidos, 28 de julio de 2001) es un futbolista estadounidense. Juega de centrocampista y su equipo es el Colorado Rapids de la Major League Soccer.

## Trayectoria
Bassett entró a las inferiores del Colorado Rapids en 2017, proveniente del Colorado Rush. Firmó su primer contrato profesional al año siguiente, el 10 de agosto, como jugador de cantera. Debutó profesionalmente el 8 de septiembre de 2018 en la derrota por 2-0 ante el Portland Timbers. Su primer gol llegó en el último encuentro de la temporada regular al FC Dallas.
En enero de 2022 dio el salto al fútbol europeo después de llegar cedido al Feyenoord neerlandés para el siguiente año y medio. En agosto se canceló la cesión y fue prestado al Fortuna Sittard del mismo país. Allí completó el año antes de regresar a Colorado para 2023.

## Selección nacional
Luego de una campaña regular en la MLS 2020, Bassett fue citado por la selección de Estados Unidos para el encuentro amistoso contra El Salvador el 30 de noviembre de 2020. Debutó un año después ante Bosnia y Herzegovina marcando el único gol del encuentro.

## Estadísticas
Actualizado al último partido disputado el 22 de septiembre de 2024.
| Club                                                                                                 | Div.          | Temporada     | Liga  | Liga  | Copas nacionales(1) | Copas nacionales(1) | Copas internacionales(2) | Copas internacionales(2) | Total | Total |
| Club                                                                                                 | Div.          | Temporada     | Part. | Goles | Part.               | Goles               | Part.                    | Goles                    | Part. | Goles |
| --- | ------------- | ------------- | ----- | ----- | ------------------- | ------------------- | ------------------------ | ------------------------ | ----- | ----- |
| Colorado Rapids U-23 Estados Unidos                                                                  | 4.ª           | 2018          | 5     | 1     | ―                   | ―                   | ―                        | ―                        | 5     | 1     |
| Colorado Rapids U-23 Estados Unidos                                                                  | Total club    | Total club    | 5     | 1     | 0                   | 0                   | 0                        | 0                        | 5     | 1     |
| Colorado Rapids Estados Unidos                                                                       | 1.ª           | 2018          | 6     | 1     | 0                   | 0                   | ―                        | ―                        | 6     | 1     |
| Colorado Springs Switchbacks Estados Unidos                                                          | 2.ª           | 2019          | 1     | 0     | ―                   | ―                   | ―                        | ―                        | 1     | 0     |
| Colorado Springs Switchbacks Estados Unidos                                                          | Total club    | Total club    | 1     | 0     | 0                   | 0                   | 0                        | 0                        | 1     | 0     |
| Colorado Rapids Estados Unidos                                                                       | 1.ª           | 2019          | 20    | 2     | 1                   | 0                   | 0                        | 0                        | 21    | 2     |
| Colorado Rapids Estados Unidos                                                                       | 1.ª           | 2020          | 15    | 5     | ―                   | ―                   | ―                        | ―                        | 15    | 5     |
| Colorado Rapids Estados Unidos                                                                       | 1.ª           | 2021          | 33    | 5     | ―                   | ―                   | ―                        | ―                        | 33    | 5     |
| Feyenoord · Países Bajos                                                                             | 1.ª           | 2021-22       | 7     | 0     | ―                   | ―                   | 0                        | 0                        | 7     | 0     |
| Feyenoord · Países Bajos                                                                             | 1.ª           | 2022-23       | 1     | 0     | ―                   | ―                   | ―                        | ―                        | 1     | 0     |
| Feyenoord · Países Bajos                                                                             | Total club    | Total club    | 8     | 0     | 0                   | 0                   | 0                        | 0                        | 8     | 0     |
| Fortuna Sittard · Países Bajos                                                                       | 1.ª           | 2022-23       | 10    | 0     | 1                   | 1                   | ―                        | ―                        | 11    | 1     |
| Fortuna Sittard · Países Bajos                                                                       | Total club    | Total club    | 10    | 0     | 1                   | 1                   | 0                        | 0                        | 11    | 1     |
| Colorado Rapids Estados Unidos                                                                       | 1.ª           | 2023          | 25    | 6     | 0                   | 0                   | 2                        | 0                        | 27    | 6     |
| Colorado Rapids Estados Unidos                                                                       | 1.ª           | 2024          | 30    | 9     | ―                   | ―                   | 7                        | 0                        | 37    | 9     |
| Colorado Rapids Estados Unidos                                                                       | Total club    | Total club    | 129   | 28    | 1                   | 0                   | 9                        | 0                        | 139   | 28    |
| Total carrera                                                                                        | Total carrera | Total carrera | 153   | 29    | 2                   | 1                   | 9                        | 0                        | 164   | 30    |
| (1) Incluye datos de la US Open Cup y Copa de los Países Bajos. (2) Incluye datos de la Leagues Cup. |               |               |       |       |                     |                     |                          |                          |       |       |